# 堀秀重
堀秀重（1532年—1606年12月27日）是日本戰國時代武將。父親是堀掃部大夫（名字不詳）。幼名太郎左衛門。官位是掃部大夫。
天文元年（1532年）出生，家中次男。哥哥與父親同樣稱掃部太夫，但是因為患有腳氣病而不能歩行，所以成為一向宗的僧人，於是家督由秀重繼承。最初仕於齋藤道三，後來仕於織田信長並被賜予近江坂田郡3千石以及其他2千石，合計得到5千石。
嫡男秀政受到信長寵愛，在信長死後亦被豐臣秀吉重用並成為大名，秀重亦負責以代官為主的政務輔佐，不過秀政在天正18年（1590年）死去。慶長3年（1598年）4月，孫兒堀秀治被移封至越後春日山30萬石，於是成為秀治的後見役，被秀吉賜予所領1萬4百石。
而秀治亦有慶長11年（1606年）5月逝世。秀重也在11月28日死去。享年75歲。戒名松林道伯東淨寺。墓所在新潟縣上越市春日山町的林泉寺。